# Sultangazi
Sultangazi ist eine Stadtgemeinde (Belediye) im gleichnamigen Ilçe (Landkreis) der Provinz Istanbul in der türkischen Marmararegion und gleichzeitig ein Stadtbezirk der 1984 gebildeten Büyükşehir belediyesi İstanbul (Großstadtgemeinde/Metropolprovinz). Sultangazi liegt auf der europäischen Seite der Großstadt und ist seit der Gebietsreform ab 2013 flächen- und einwohnermäßig identisch mit dem Landkreis.

## Geografie
Der Kreis/Stadtbezirk grenzt im Nordwesten an Başakşehir, im Südwesten an Esenler und im Süden an Gaziosmanpaşa. Von Norden bis Osten ist der Kreis Eyüpsultan der Nachbar.

## Verwaltung
Durch das Gesetz Nr. 5747 erhielten das Zentrum von Istanbul 2008 einen neuen Zuschnitt durch die Bildung von acht neuen Kreisen. Dazu zählte auch der Kreis Sultangazi der aus folgenden Orten gebildet wurde:
- 14 der 29 Mahalle der Belediye Gaziosmanpaşa (aus dem gleichnamigen Kreis)
- Der Mahalle Yayla der Belediye Eyüp (aus dem damaligen Kreis Eyüp, heute Eyüpsultan)
- ein Teil des Mahalle Habipler der Belediye Esenler (aus dem gleichnamigen Kreis)

Aus diesen 15½ Mahalle wurde die neue Stadt Sultangazi geformt. Sie ist der einzige Ort in dem gleichnamigen Landkreis.
Seit der Verwaltungsreform von 2013/2014 ist das Gebiet der Großstadt mit dem der Provinz identisch, in jedem der İlçe (untergeordnete staatliche Verwaltungsbezirke) besteht eine namensgleiche Stadtgemeinde (Belediye), die jeweils dessen gesamtes Gebiet umfasst. Sie ist einem Stadtbezirk gleichgestellt, wird in Mahalle unterteilt und ist der Großstadtgemeinde untergeordnet.

## Bevölkerung
Das Stadtviertel Gazi Mahallesi (in der ehm. Belediye Gaziosmanpaşa) gilt als Hochburg der DHKP-C-Sympathisanten in İstanbul, die sich öfters Straßenschlachten mit der türkischen Polizei liefern. 1995 wurde der Höhepunkt der Ausschreitungen erreicht, die in der Türkei als Gazi Mahallesi olayları bekannt sind, bei dem 15 Menschen starben. Gazi ist mehrheitlich von Aleviten bewohnt.

### Entwicklung der Einwohnerzahl
Ende 2020 lag Sultangazi auf Platz 7 der Rangliste der bevölkerungsreichsten Kreise/Stadtbezirke der Großstadtgemeinde Istanbul. Nachfolgende Zahlen basieren auf der Bevölkerungsfortschreibung am Jahresende:
| 2008    | 2009    | 2010    | 2011    | 2012    | 2013    | 2014    | 2015    | 2016    | 2017    | 2018    | 2019    | 2020    |
| ------- | ------- | ------- | ------- | ------- | ------- | ------- | ------- | ------- | ------- | ------- | ------- | ------- |
| 444.295 | 452.563 | 468.274 | 483.225 | 492.212 | 505.190 | 513.022 | 521.524 | 525.090 | 528.514 | 523.765 | 534.565 | 537.488 |

Nur ein Mahalle hat weniger als 10.000 Einwohner, durchschnittlich werden die 15 Mahalle von 35.833 Menschen bewohnt, im 50. Yıl Mah. wohnen die meisten (71.976 Einw.).